# Weiberner Tuff

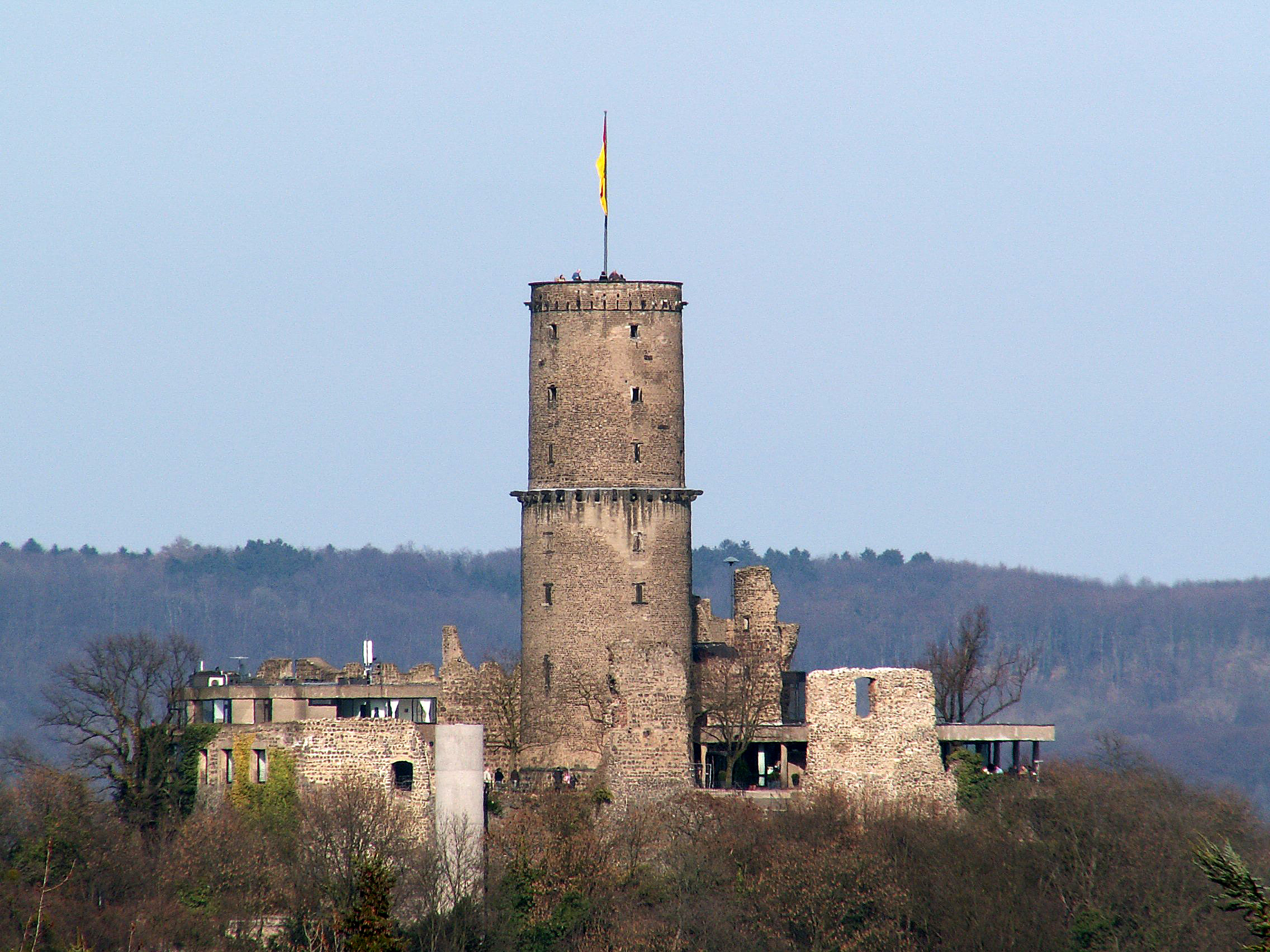
Die Godesburg bei Bonn besteht aus Weiberner Tuff

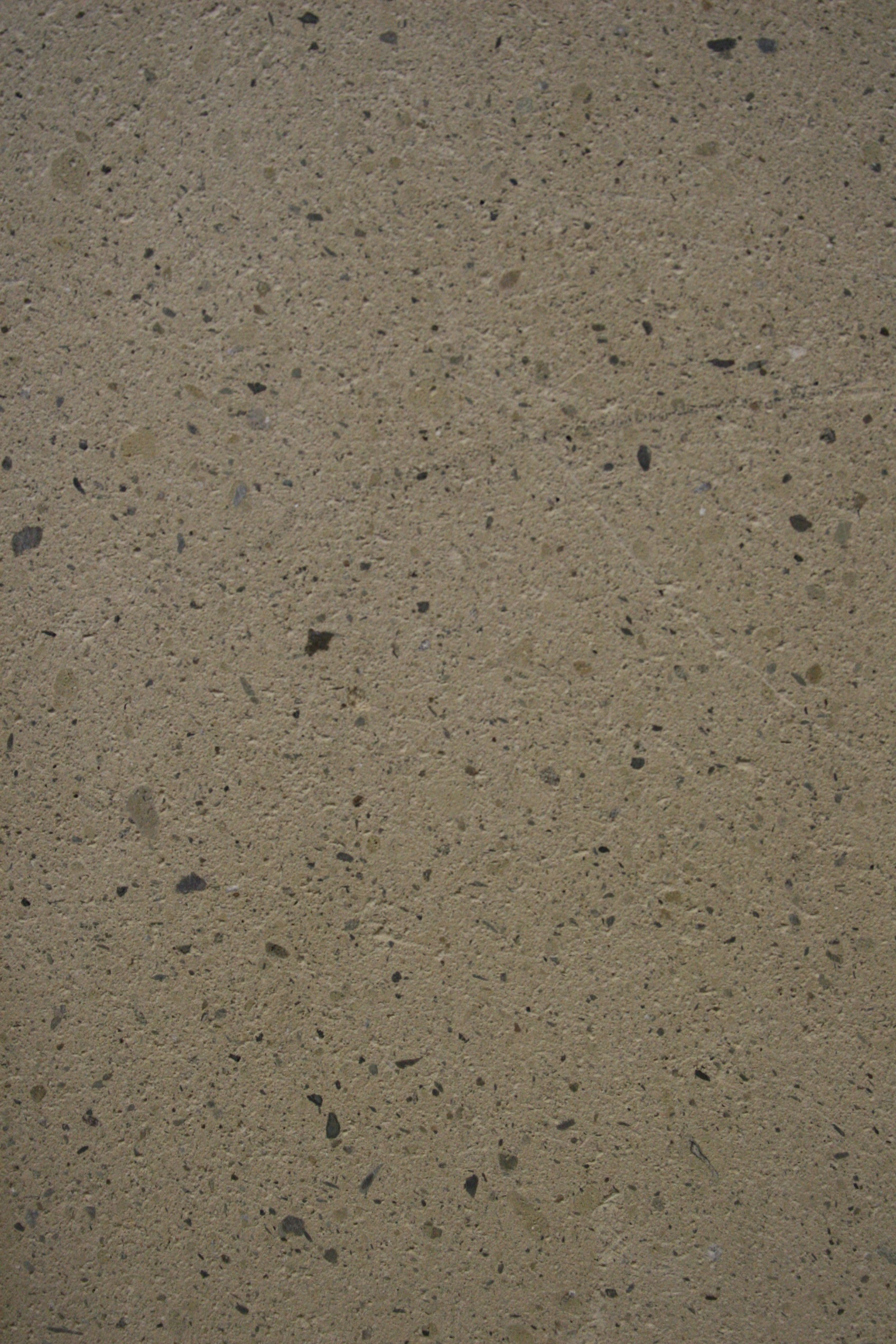
Muster eines Weiberner Tuffs (etwa 22 × 14 cm)

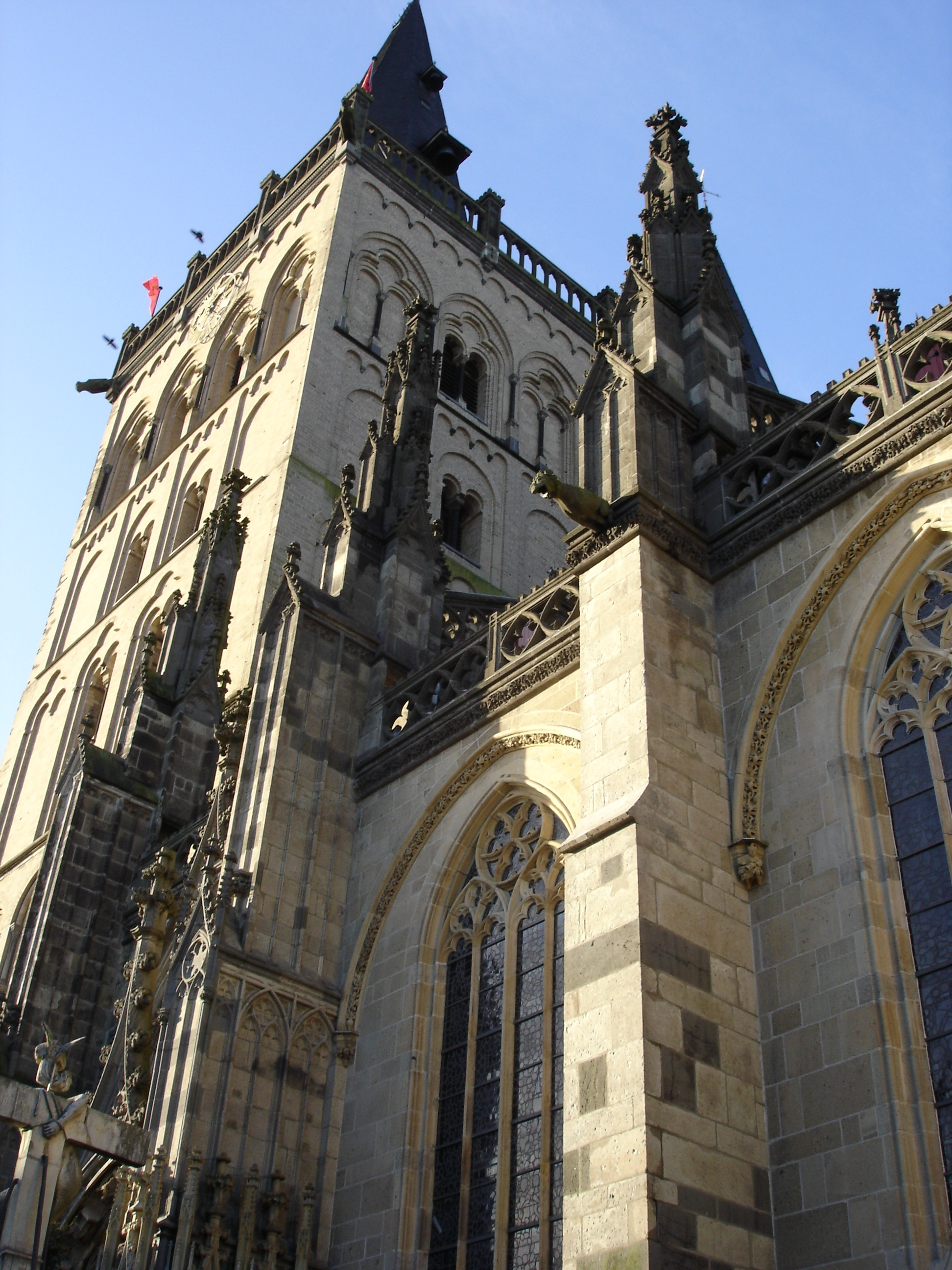
Südlicher Turm der Xantener Stiftskirche aus Weiberner Tuff

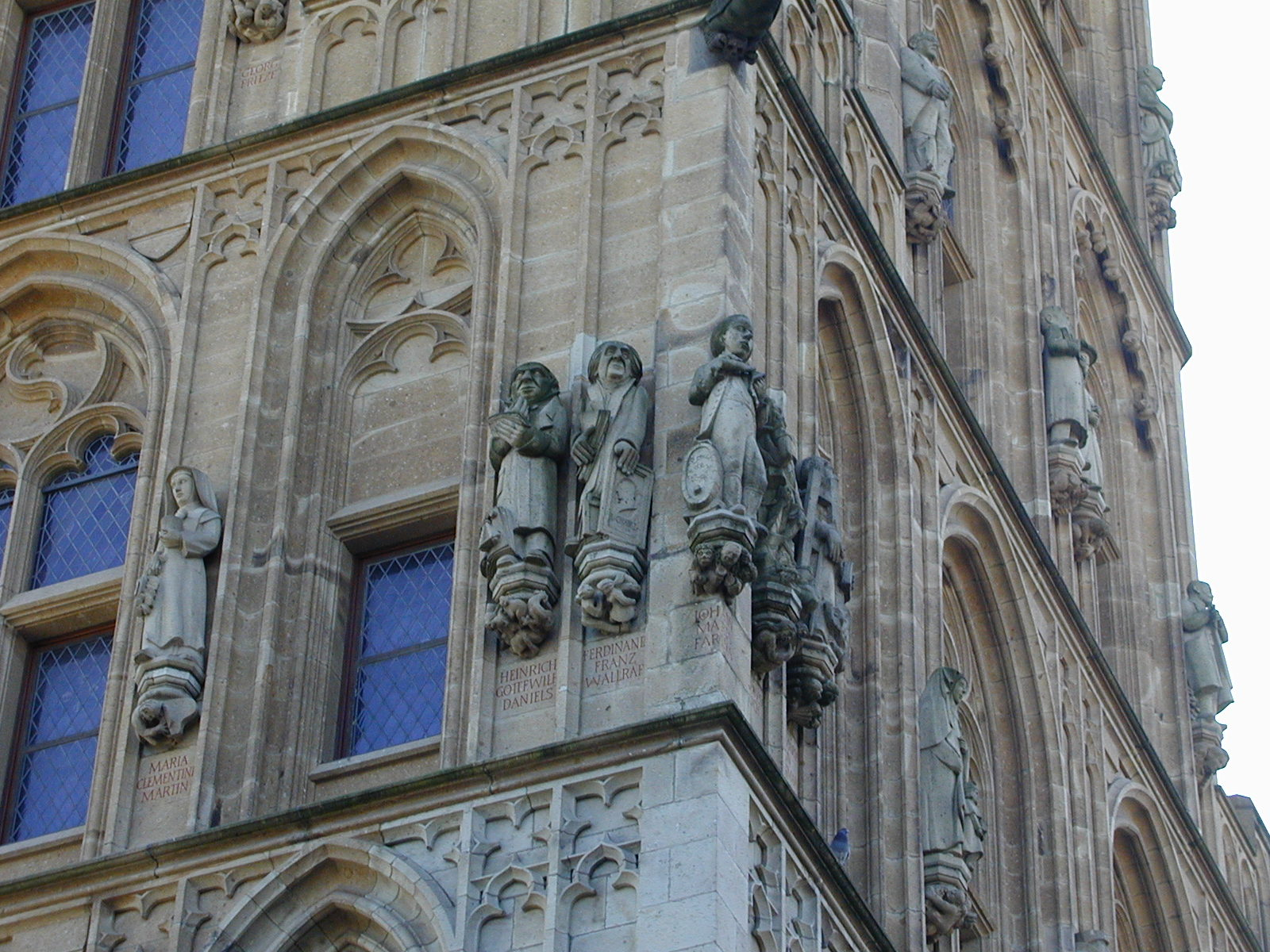
Kölner Rathaus mit Fassade und Figuren aus Weiberner Tuff

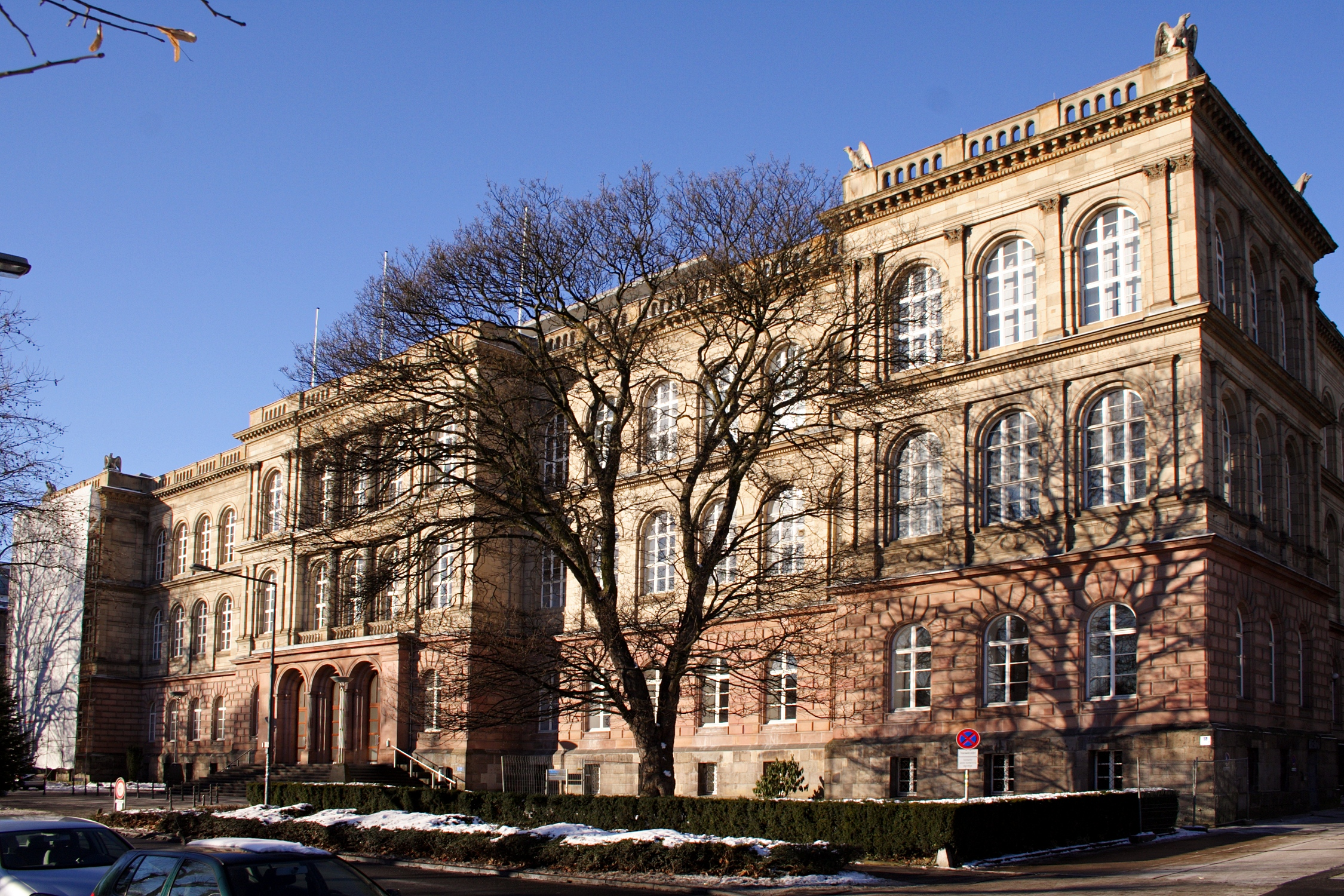
Hauptgebäude der RWTH Aachen aus Weiberner Tuff

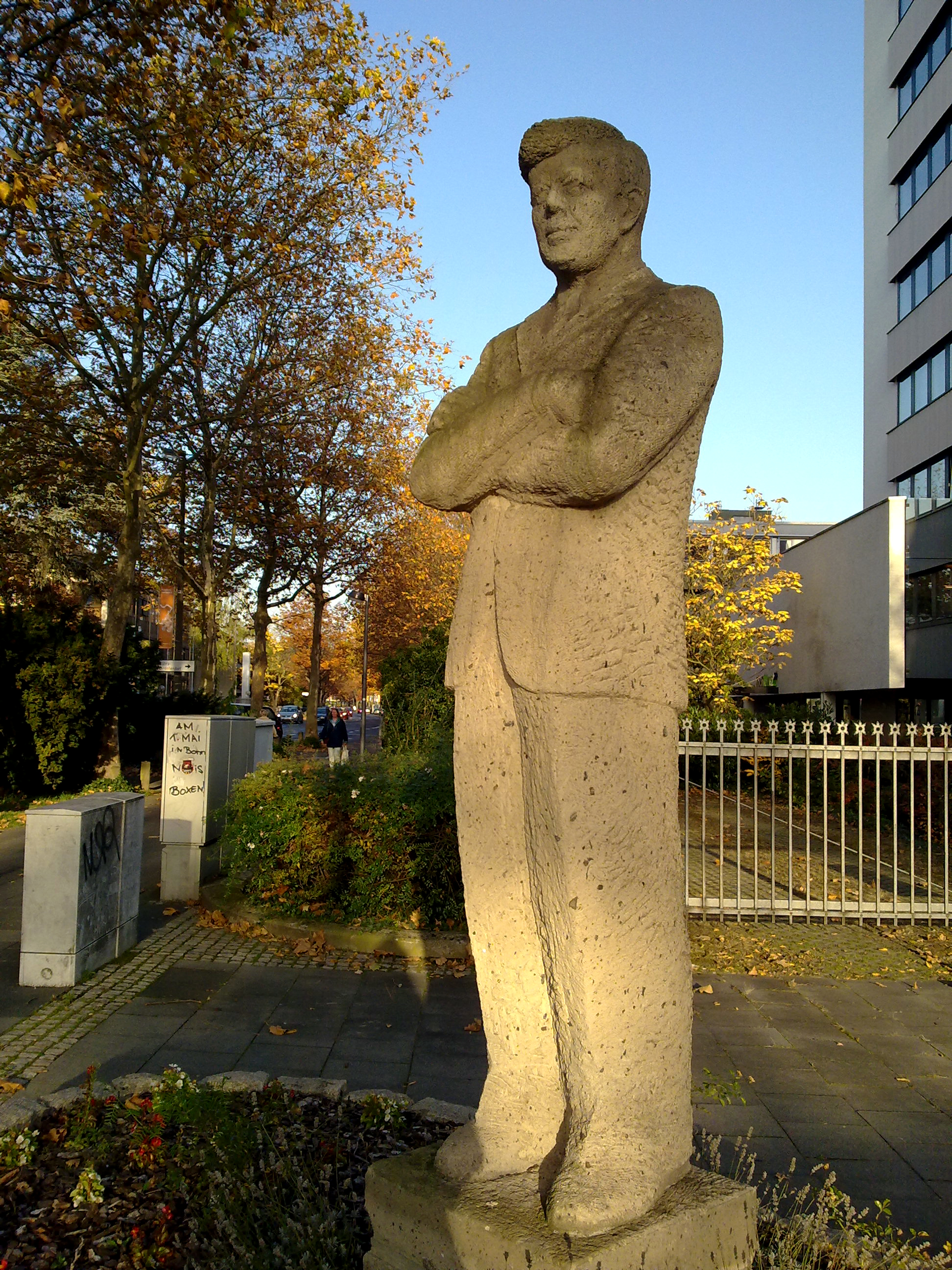
Kennedy-Denkmal in Bonn-Plittersdorf aus Weiberner Tuff

Weiberner Tuff wird in der Vulkaneifel bei dem Ort Weibern in der Nähe von Mayen in Rheinland-Pfalz in Steinbrüchen gebrochen. In diesem Vorkommen gibt es eine besonders feinkörnige Schicht, die Flötenstein genannt wird. Dieser Naturstein, ein Phonolithgestein, entstand im Quartär aus vulkanischer Aktivität.

## Geologie
Die Vulkaneifel wird in die Hocheifel, West- und die Osteifel eingeteilt. Die ältesten vulkanischen Ausbrüche fanden vor rund 45 bis 24 Millionen Jahren in der Hocheifel statt. In der Westeifel begann der Vulkanismus dann wieder vor 700.000 Jahren mit der Bildung von Schlackenkegeln und Maaren.
In der Osteifel begannen die vulkanischen Aktivitäten vor 500.000 Jahren. Vor 450.000 bis 350.000 Jahren wurden im Bereich Rieden riesige Mengen von Bims und vulkanischer Asche ausgestoßen, wodurch mehrere Tuffe entstanden, darunter auch der Weiberner Tuff.
Der letzte große Vulkanausbruch fand in der Eifel vor etwa 13.000 Jahren am Laacher See statt. Danach gab es nur noch eine kleinere Eruption, die vor 11.000 Jahren zur Entstehung des Ulmener Maars führte.

## Gesteinsbeschreibung
Dieser hellbräunliche bis ockerfarbene vulkanische Tuff ist ein Naturstein aus der Osteifel. Weiberner Tuff ist fein- bis großkörnig und wird auch als Selbergit-Tuff, ein Lokalname, oder Leuzit-Phonolith-Tuff von Geologen bezeichnet. In diesen aus verfestigter vulkanischen Asche bestehenden Gestein befinden sich Einsprenglinge aus Gesteinsbruchstücken, die eine Größe bis 12 Millimeter erreichen. Die Textur dieses Gesteins ist richtungslos und schwammig.
Eine Gesteinsschicht des Vorkommens besteht aus besonders kleinen Mineralkörnern von bis zu 1 mm. Diese feinkörnige Gesteinsschicht wird als Flötenstein bezeichnet, die sich für Steinbildhauerarbeiten besonders eignet. Sie ist jedoch nicht frostbeständig. Der Begriff Flötenstein kommt vermutlich von den Steinmetzen, da dieser Tuff bei der Klangprobe, einer Güteüberprüfung, und beim manuellen Bearbeiten einen besonders hellen Klang von sich gibt.
Teilweise fand dieses Gestein auch Verwendung als Backofenstein.

## Mineralbestand
Weiberner Tuff hat eine mikrokristalline Grundmasse von 71 Prozent (Mikroklin, Biotit, Leucit, Titanit, Olivin, Nephelin, Analcim, Augit, Glas und Mikrolithe (kleinste Komponenten)) und 21 Prozent Einschlüsse (Sandstein, Schiefer, Bims, Titanaugit, Sanidin, Karbonat, Hornblende, Nephelin, Glas und opake Bestandteile).

## Verwendung
Verwendet wurde Weiberner Tuff für Massivbauten als Mauerstein, Wandverkleidungen, Fenster- und Türgesimse, Grabmale und für die Steinbildhauerei. Verbaut wurde er für Häuser um Weibern und am Rathaus Koblenz. Die Stiftskirche St. Viktor in Xanten, die Kirche von Welcherath und die Godesburg bei Bonn bestehen aus diesem Tuff. Ferner wurde er an der RWTH Aachen und FH Aachen, am Kölner Rathaus, der St.-Rochus-Kirche und des Landeshauses in Düsseldorf, der Bernardus-Kirche in Frankfurt am Main, am C&A-Gebäude in Dortmund und der St.-Laurentius-Kirche in Remagen-Oberwinter verbaut. Am Aachener Dom bestehen ein Großteil der Fenstereinfassungen des karolingischen Oktogons, die im 19. Jahrhundert neu eingesetzt wurden, aus diesem Tuffgestein. Ferner bestehen die Gebäude der Hamburger Landungsbrücken aus Weiberner Tuff. Ein weiteres Beispiel für die Verwendung des Baustoffs ist das Soldatenehrenmal am Johannisberg in Bad Nauheim.
Der Weiberner Tuff ist sehr weich, er lässt sich handwerklich leicht bearbeiten. Sein Verwitterungsverhalten ist als gut zu bezeichnen, weiche Komponenten wittern leicht heraus.

## Unterscheidung
In dem regionalen Tuffgewinnungsgebiet in der Eifel gibt es mehrere Gesteinstypen, den Riedener Tuff, den Ettringer Tuff und den Römertuff. Eine Unterscheidung kann durchaus schwierig sein. Der Riedener Tuff kann an der Grünfärbung erkannt, der Ettringer Tuff kann bis zu 10 cm große Bruchstücke führen und ist härter als der Weiberner Tuff. Der Römertuff ist graubraun gefärbt.

## Sonstiges
In Weibern gibt es einen Steinhauerverein, der einen Steinmetzbetrieb aus den 1950er Jahren wieder aufgebaut hat und Aktivitäten im Zusammenhang mit dem regionalen Tuff entfaltet.